# 伊卡洛斯行动
伊卡洛斯行动是第二次世界大战中纳粹德国為進攻冰岛制定的计划。1940年冰岛被英国占领，而该计划也从未实现。
英国佔據冰岛目的是为防止德国抢先一步進攻冰岛。即使德国成功佔據冰岛，在当地建立防御和补给也相当困难。